# Cathédrale Saint-Christophe de Belfort
Pour les articles homonymes, voir Église Saint-Christophe.
La cathédrale Saint-Christophe de Belfort est une cathédrale catholique située à Belfort, en France. Elle est le siège du diocèse de Belfort-Montbéliard.

## Histoire
La cathédrale a été bâtie en tant qu'église abbatiale de 1727 à 1750 par l'entrepreneur Henri Schuller (ou Shuler) sur les plans de Jacques Philippe Mareschal, ingénieur ordinaire du roi à Strasbourg qui, appelé à la chefferie de Strasbourg, ne pouvait en assurer lui-même l’exécution. Le devis s’élevait à 146 334 livres.
La carrière de grès rose d’Offemont, à trois kilomètres de Belfort, a fourni la pierre nécessaire. Le 12 octobre 1727, on procéda à l’adjudication de la maçonnerie des fondations de l’église et, le 16 octobre, le prévôt de la collégiale Jean-Claude Noblat, délégué de son altesse de Grimaldi, procéda à la bénédiction du terrain et de la première pierre de l’édifice. Les fondations furent ensuite conduites avec rapidité. Jacques Philippe Mareschal fit différents plans au long de la construction.

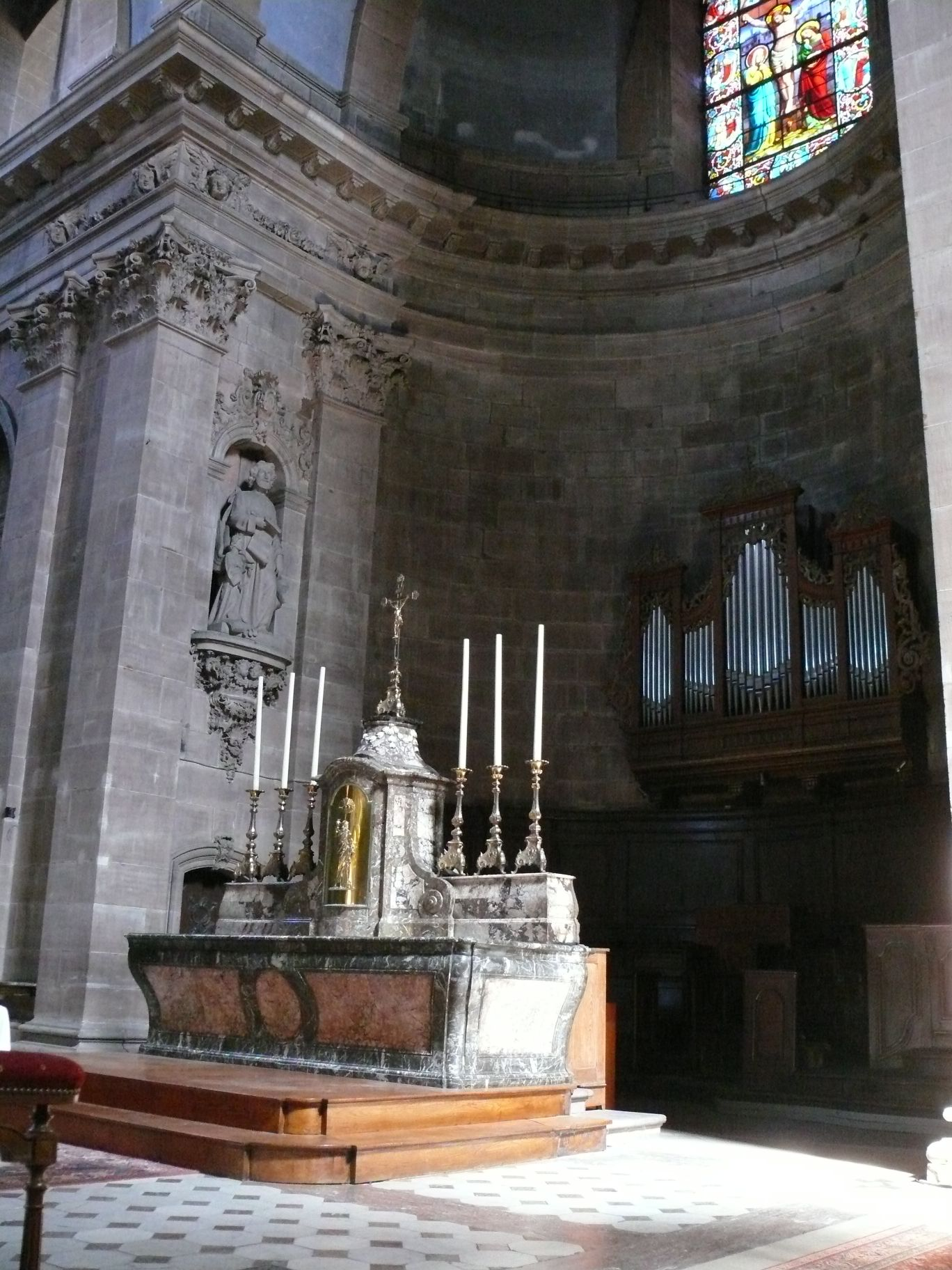
L'autel et l'orgue de chœur.

L'abbatiale est ouverte au culte en 1750, mais n'est véritablement terminée qu'en 1845, date de construction de la tour sud.
Le fils d'Henri Schuller fut abbé dans cette église abbatiale.
Le bâtiment est classé au titre des monuments historiques en 1930.
L'église est érigée en cathédrale en 1979 lors de la création du diocèse de Belfort-Montbéliard.
Des travaux de restaurations de la façade, des terrasses de la tour nord et de l'horloge ont été effectués de 2016 à 2018.
En septembre 2020, des travaux de restauration de la toiture sont entrepris. Des tuiles remplacent les ardoises, les gouttières et les corniches sont rénovées.
À la suite d'une défaillance grave du système de chauffage en 2023 des travaux sont effectués, et sont terminés le 15 mars 2024. Pendant les travaux, les offices sont assurés à l'église Saint-Joseph de Belfort.

## Services religieux
La cathédrale est desservie par la paroisse Saint-Jean-Baptiste, au sein du diocèse de Belfort-Montbéliard. Deux messes dominicales (messe solennelle le matin, messe liée aux étudiants et jeunes professionnels le soir) sont célébrées chaque semaine, ainsi qu'une messe le premier vendredi du mois. Des baptêmes, mariages, funérailles ont aussi lieu. Rarement, la cathédrale accueille des célébrations diocésaines, comme des ordinations, jubilés des prêtres, messes chrismales…

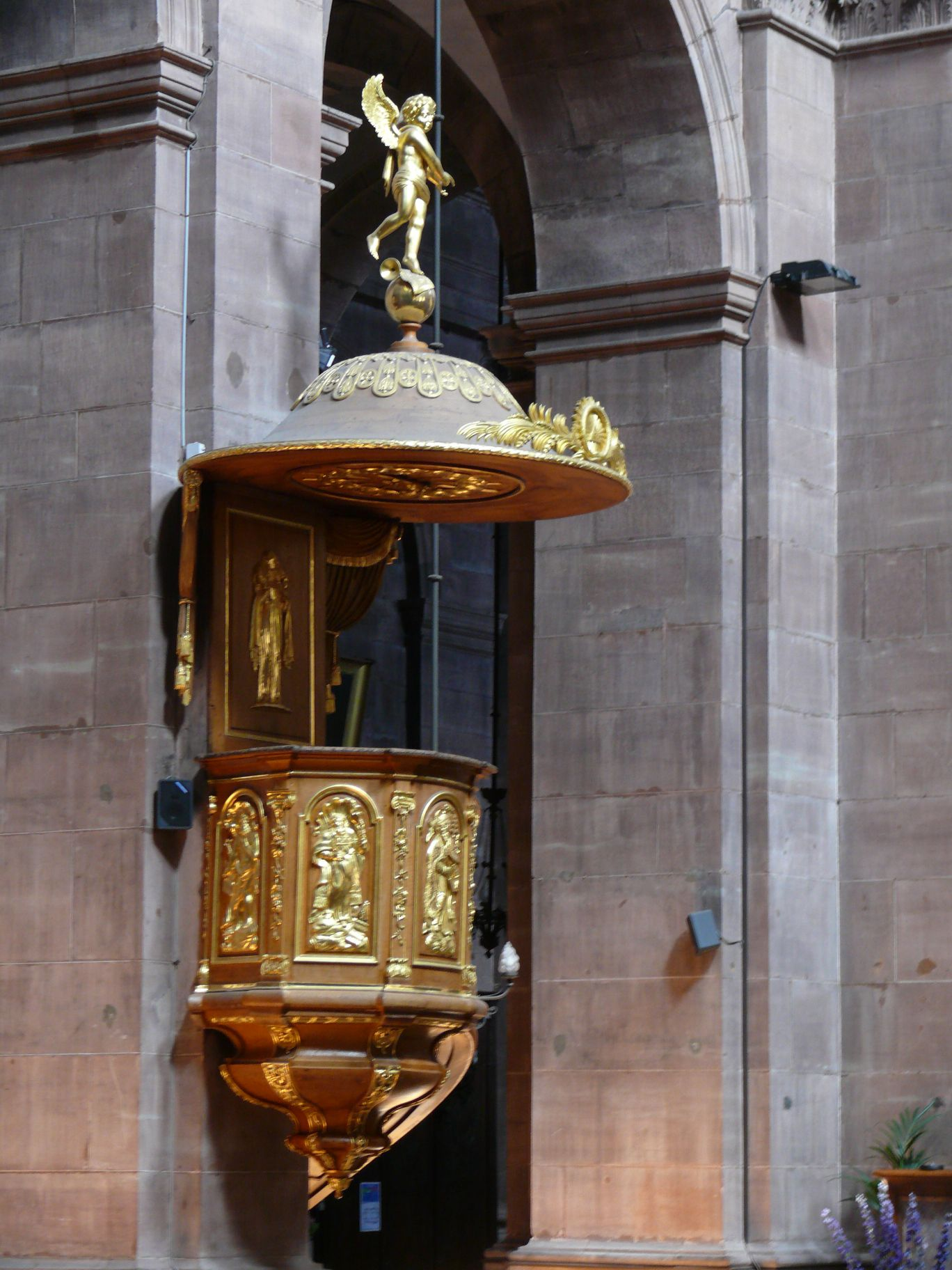
La chaire.

## Architecture et décorations
La façade principale se divise en trois parties verticales : le porche, formant l’avant-corps par lequel on accède à la grande nef et de part et d'autre de celui-ci, deux tours.

## Mobilier

### Sculptures et peintures
La cathédrale abrite un riche patrimoine mobilier protégé au titre des monuments historiques,,. Ces œuvres d'art ont été réalisées par des artistes franc-comtois.
Les sculptures sont d'Antoine Cupillard,, tandis que les tableaux sont du Belfortain Gustave Dauphin,.

### Orgues
La cathédrale possède deux orgues. L'orgue de tribune a été fabriqué par le facteur d'orgues Jean-Baptiste Waltrin, installé en 1752, rénové à plusieurs reprises et classé monument historique. L'orgue de chœur est dû au facteur d'orgue Henri Didier,,,.
Une restauration complète de l'orgue a été effectuée en 2012, le relevage a été effectué par le facteur Peter Meier de Rheinfelden (Suisse), le nettoyage de la tuyauterie par Marco Venegoni et l’harmonisation par Jean-Marie TRICOTEAUX.
| I. Positif 56 notes | II. Grand orgue 56 notes | III. Récit expressif 56 notes                                                                                                   | IV. Écho 39 notes (du fa2)                                                            | Pédale 30 notes |
| --- | --- | --- | ------------------------------------------------------------------------------------- | --- |
| Bourdon 8 Salicional 8 Montre 4 Flûte à cheminée 4 Nazard 2 2/3 Quarte 2 Tierce 1 3/5 Larigot 1 1/3 Mixture V-VI rgs Cromorne 8 Tremblant | Bourdon 16 Montre 8 Bourdon 8 Gambe 8 Prestant 4 Flûte conique 4 Nazard 2 2/3 Doublette 2 Tierce 1 3/5 Sifflet 1 Cornet V rgs Fourniture IV rgs Cymbale IV-VI rgs Trompette 8 Voix humaine 8 Clairon 4 Tremblant | Bourdon 8 Flûte traversière 8 Flûte 4 Doublette 2 Sesquialtera II rgs Cymbale III-IV rgs Cor anglais 16 Chalumeau 4 Trompette 8 | Quintaton 16 Bourdon 8 Viole alto 4 Cornet IV rgs Hautbois 8 Voix humaine 8 Tremblant | Flûte 16 Soubasse 16 Flûte 8 Violoncelle 8 Principal 4 Nachthorn 2 Rauschpfeife IV rgs Ophicléide 16 Trompette 8 Clairon 4 Cornet 2 |

Le titulaire de ces deux instruments est Jean-Charles Ablitzer. Emmanuel Georges en est le co-titulaire.

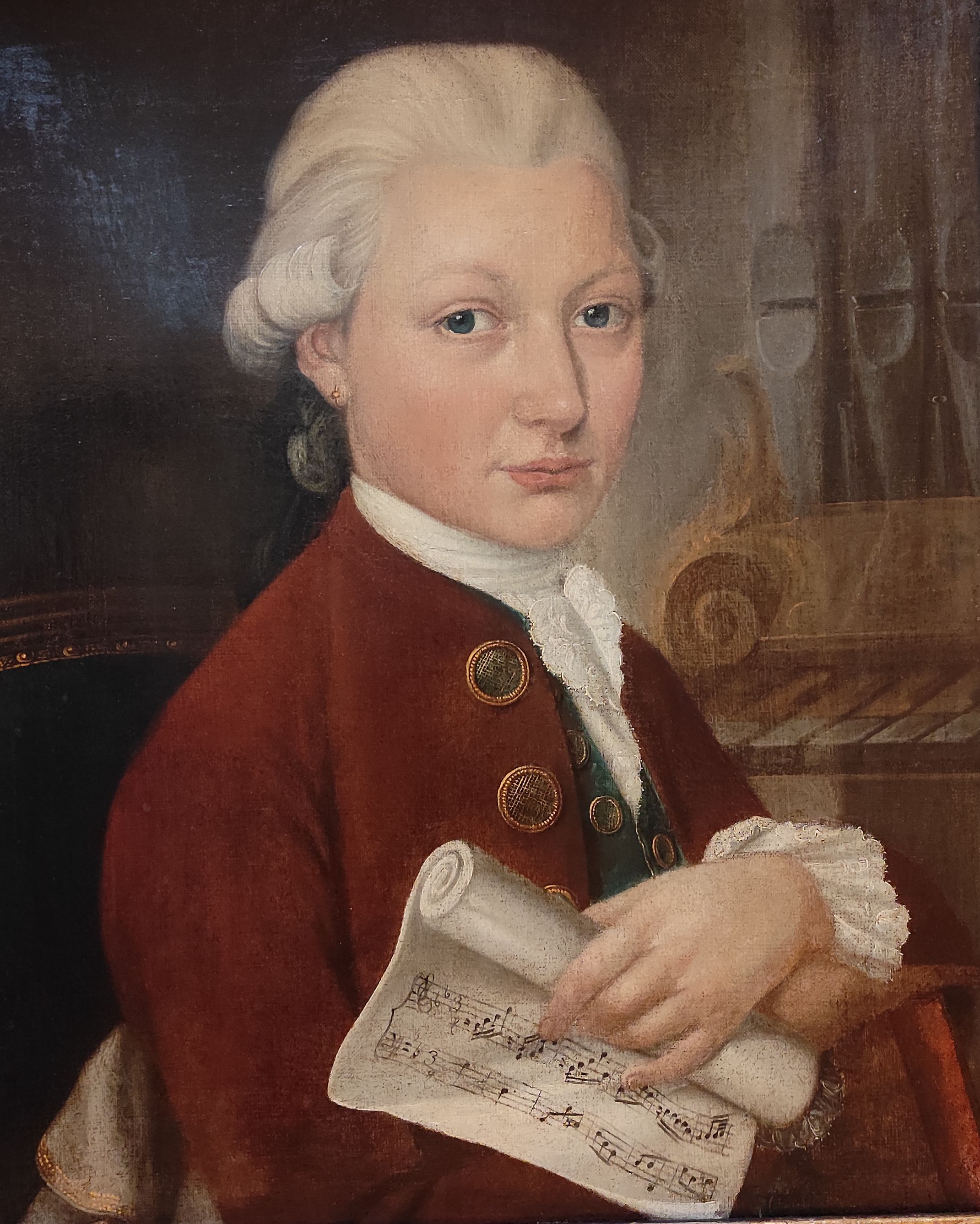
L'organiste Nicolas Netzer, titulaire des orgues de Belfort ; il sauva en 1793 le grand orgue en jouant La Marseillaise.

## Les cloches
- Tour Nord :
Cloche 1 :
Nom : "Anne-Charlotte"
Diamètre (ø) : 1,92 m
Poids : 4 425 kg
Fondeur : FARNIER (Ferdinand)
Lieu : Robécourt (Vosges)
Année : 1903
Note : la♭2 (haut)
——————————
Cloche 2 :
Nom : "Élisabeth"
Diamètre (ø) : 1,44 m
Poids : 1 766 kg
Fondeur : FARNIER (Ferdinand)
Lieu : Robécourt (Vosges)
Année : 1903
Note : ré♭3
——————————
Cloche 4 :
Nom : "Julie"
Diamètre (ø) : 1,152 m
Poids : 890 kg
Fondeur : FARNIER (Ferdinand)
Lieu : Robécourt (Vosges)
Année : 1903
Note : fa3
——————————
Cloche 6 :
Nom : "Marie-Louise"
Diamètre (ø) : 96 cm
Poids : 503 kg
Fondeur : FARNIER (Ferdinand)
Lieu : Robécourt (Vosges)
Année : 1903
Note : la♭3
- Tour Sud :
- Tour Sud :
Cloche 3 :
Nom : "Josepha-Maria-Paula"
Diamètre (ø) : 1,28 m
Poids : 1 228 kg
Fondeur : FARNIER (Ferdinand)
Lieu : Robécourt (Vosges)
Année : 1903
Note : mi♭3
——————————
Cloche 5 :
Nom : "Eugénie"
Diamètre (ø) : 1,08 m
Poids : 698 kg
Fondeur : FARNIER (Ferdinand)
Lieu : Robécourt (Vosges)
Année : 1903
Note : sol♭3
——————————
Cloche 7 :
Nom : "Marie-Thérèse"
Diamètre (ø) : 86,4 cm
Poids : 358 kg
Fondeur : FARNIER (Ferdinand)
Lieu : Robécourt (Vosges)
Année : 1903
Note : si♭3
——————————
Cloche 8 :
Nom : "Bernadette"
Diamètre (ø) : 71,2 cm
Poids : 220 kg
Fondeur : FARNIER (Ferdinand)
Lieu : Robécourt (Vosges)
Année : 1903
Note : ré♭4 (nuances hautes)

## Galerie

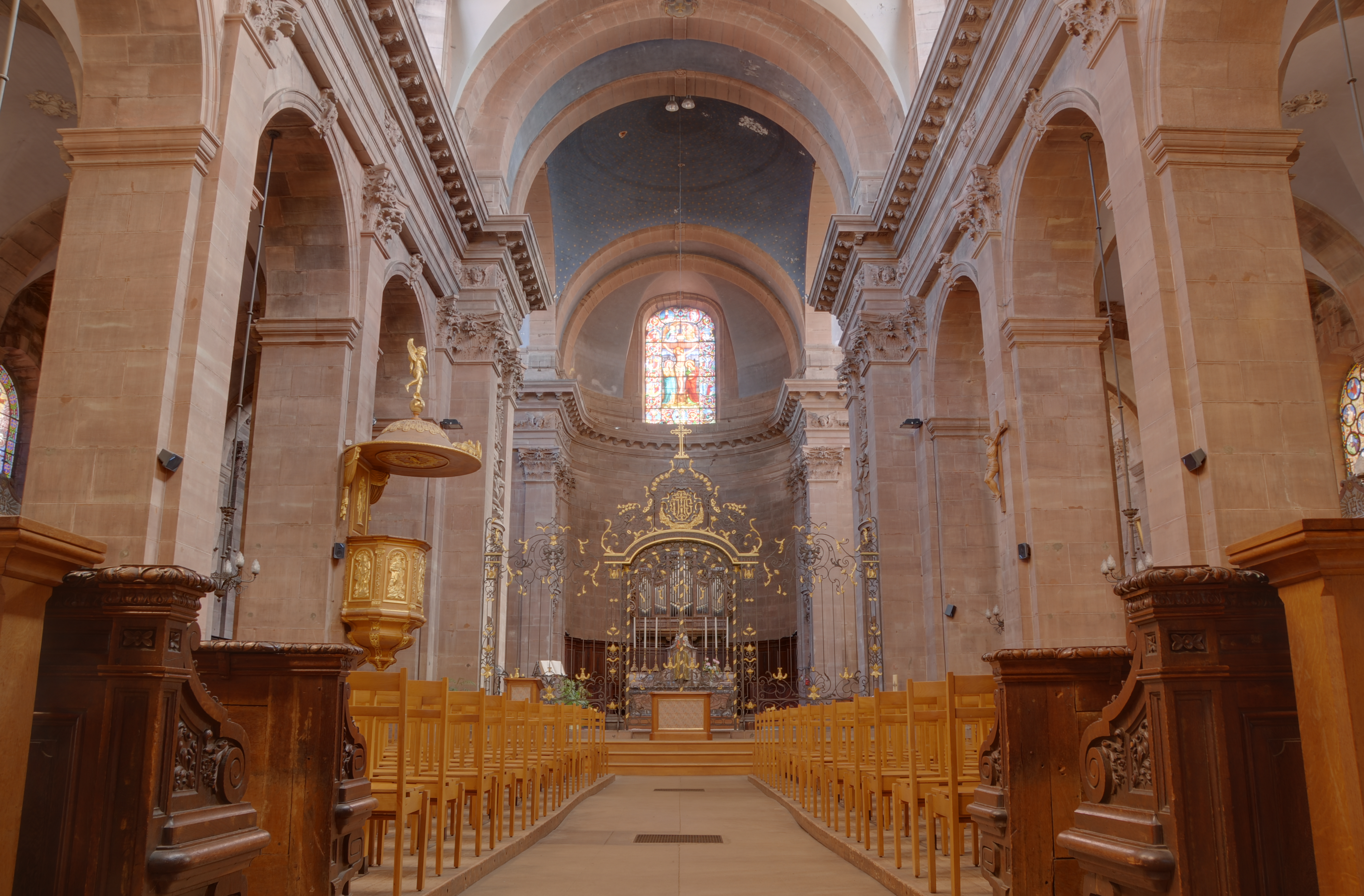
La nef, et la grille fermant le chœur de la cathédrale. On perçoit, au fond, l'orgue de chœur.
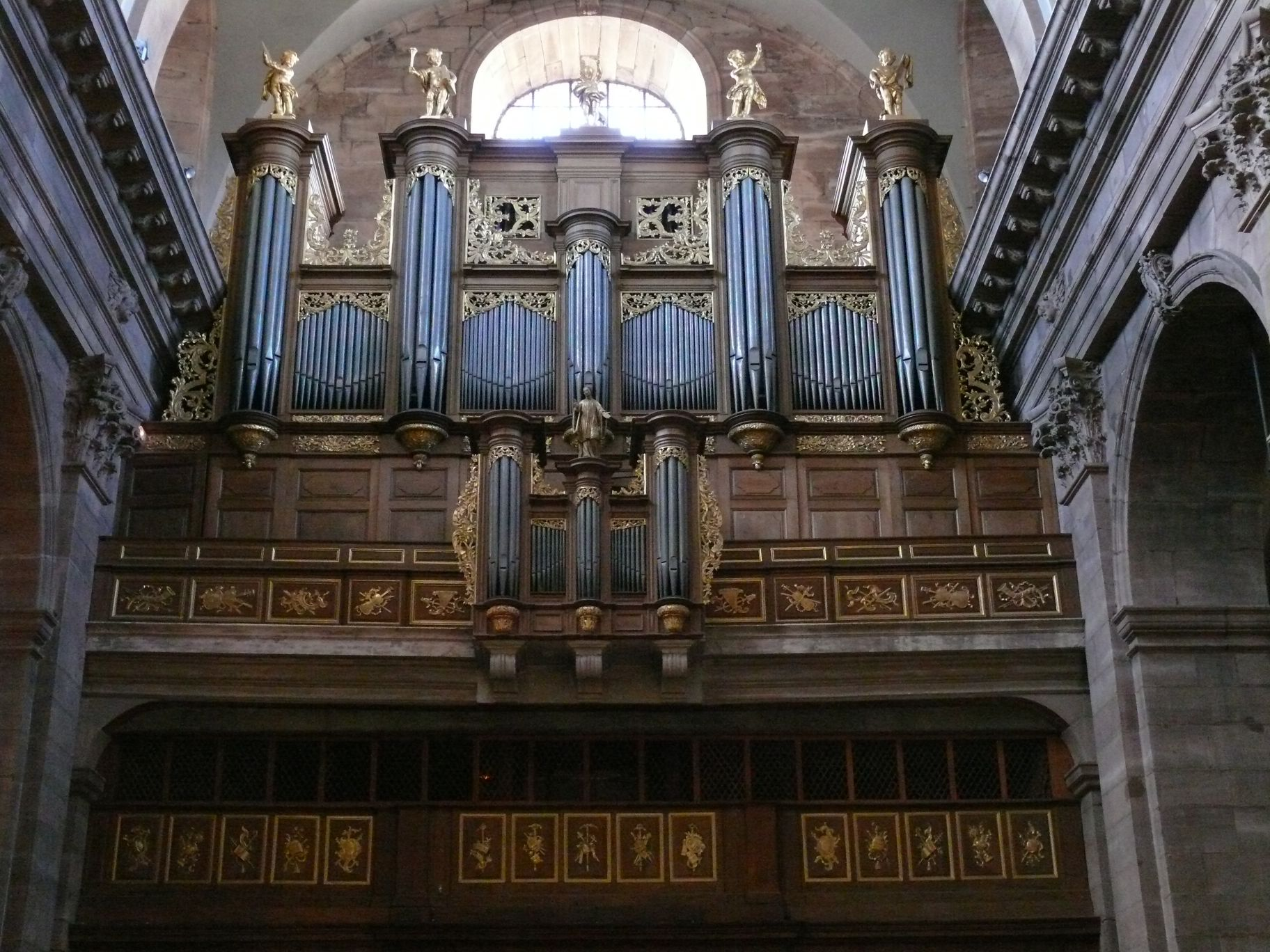
Le grand orgue.
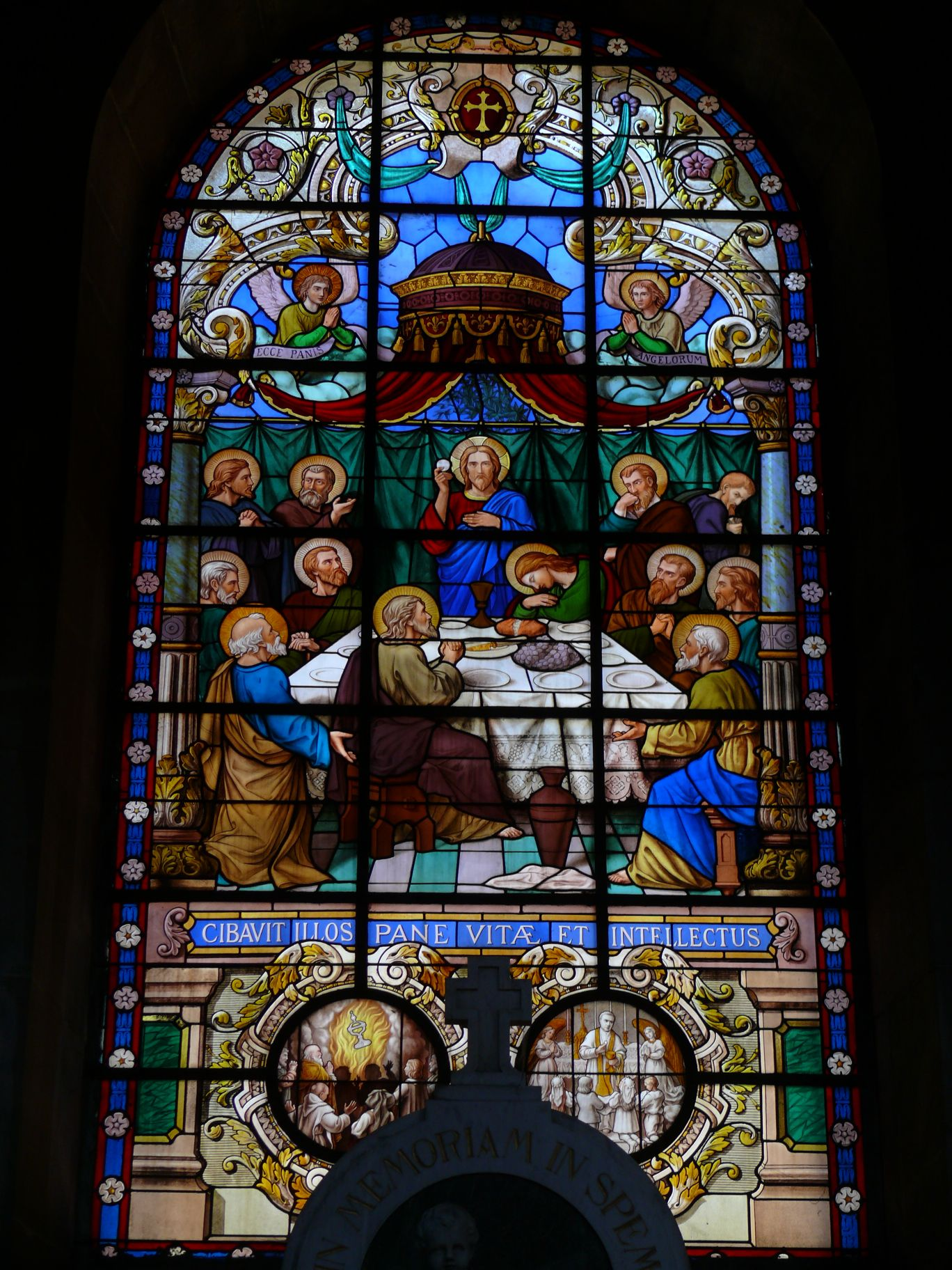
Vitrail.
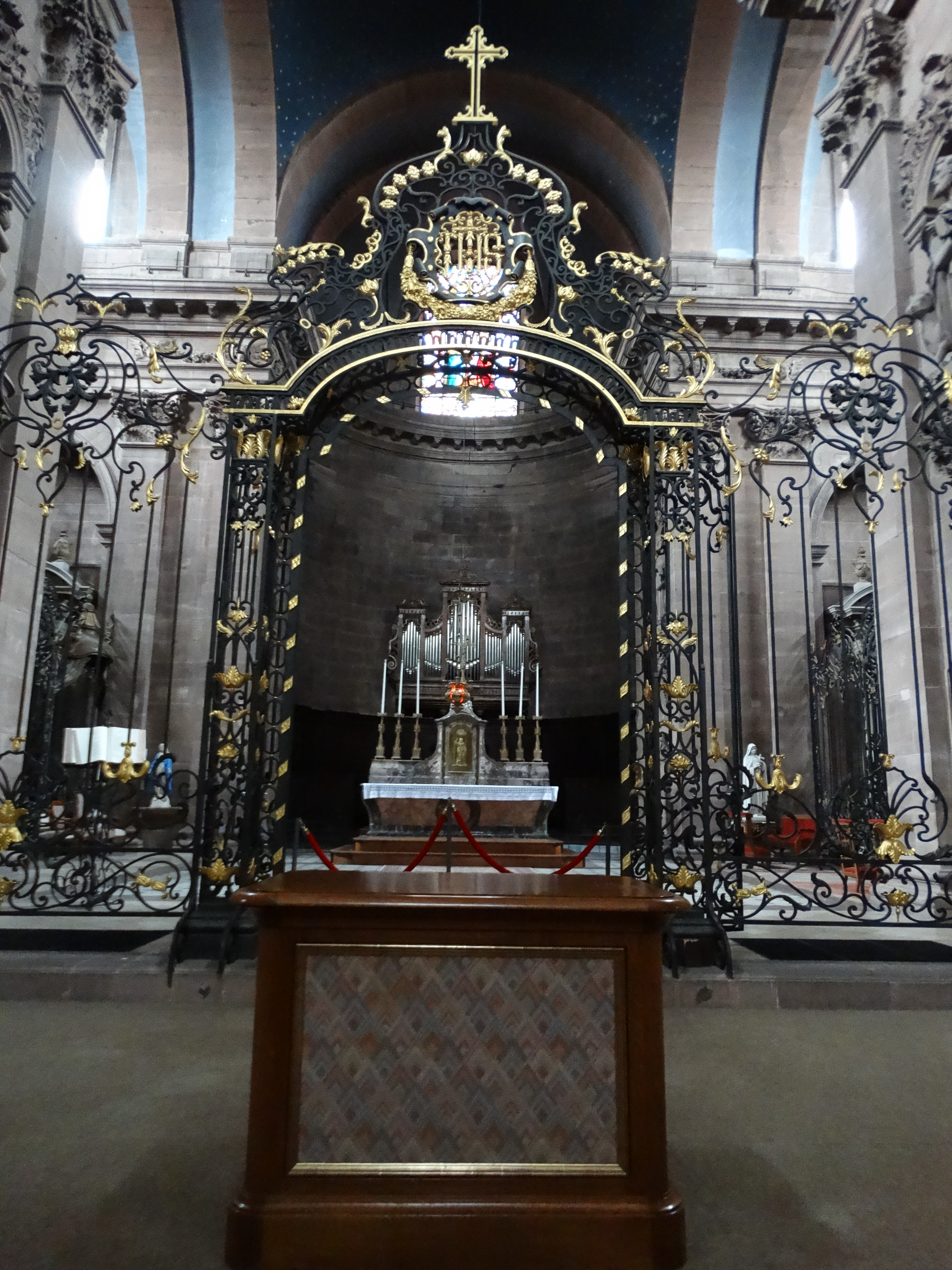
Autel.